# Begonia wallacei
Espèce
Begonia wallacei est une espèce de plantes de la famille des Begoniaceae. Ce bégonia à port de bambou est originaire de Sarawak, sur l'île de Borneo, en Asie tropicale, a été décrit en 2017.

## Description
C'est une plante vivace et monoïque, à tiges bambusiformes tirant sur le rouge foncé, de même que le pétiole des feuilles. Celles-ci sont d'un vert vif, occasionnellement ponctué de rose, sont de forme arrondie et très asymétriques. Les inflorescences en bouquet branchu portent de petites fleurs vert pâle à cœur jaunâtre, différentes entre fleurs mâles et femelles. Le fruit arrondit, de section triangulaire, glabre et de teinte verdâtre, a des ailes assez développées.  

## Répartition géographique
Cette espèce est originaire du pays suivant : Malaisie. Elle est endémique du Sarawak.

## Classification
Begonia wallacei fait partie de la section Petermannia du genre Begonia, famille des Begoniaceae.
L'espèce a été décrite en 2017 par les botanistes Che Wei Lin et Ching I Peng. L'épithète spécifique wallacei rend hommage à Alfred Russel Wallace, naturaliste réputé qui a exploré le Simunjan au XIXe siècle où il a découvert de nombreux animaux et plantes sauvages.
Publication originale : (en) Lin et al.: Eleven new species of Begonia from Sarawak, Taiwania Vol. 62, No. 3, September 2017. DOI: 10.6165/tai.2017.62.219.